# ポール・ワイツ
ポール・ジョン・ワイツ（Paul John Weitz、1965年11月19日 - ）は、アメリカ合衆国の映画プロデューサー、映画監督、脚本家。

## 来歴

### 生い立ち
ニューヨーク市出身。父親は小説家兼ファッションデザイナーのユダヤ系ジョン・ワイツ、母親はボヘミア系ユダヤ人出身女優のスーザン・コーナー。弟は映画監督のクリス・ワイツ。母方の祖父は映画プロデューサーのポール・コーナー、祖母はメキシコ人女優のルピータ・トバル。ウェズリアン大学卒業。『Mango Tea』でオフ・ブロードウェイの舞台に立ったこともある。

### キャリア
弟のクリスと共に映画製作を行い、1999年の『アメリカン・パイ』で映画監督デビュー。2002年公開の『アバウト・ア・ボーイ』でアカデミー脚色賞にノミネートされた。2004年公開の『イン・グッド・カンパニー』でポール単独で映画監督を務めた。

## 主な監督作品
弟との共同監督作品
- アメリカン・パイ American Pie（1999） - シリーズ第1作
- 天国からきたチャンピオン 2002 Down to Earth（2001） - 1978年作品のリメイク
- アバウト・ア・ボーイ About a Boy（2002） - ロバート・デ・ニーロが製作者の一人

単独作品
- イン・グッド・カンパニー In Good Company（2004） - 兼 脚本/製作
- アメリカン・ドリームズ American Dreamz（2006） - 兼 脚本/製作
- ダレン・シャン Cirque du Freak: The Vampire's Assistant（2009） - 兼 脚本/製作
- ミート・ザ・ペアレンツ3 Little Fockers（2010） - ロバート・デ・ニーロ主演
- ロバート・デ・ニーロ エグザイル Being Flynn（2012） - 兼 脚本/製作
- アドミッション -親たちの入学試験- Admission（2013） - 兼 製作
- ベル・カント とらわれのアリア Bel Canto（2018） - 兼 脚本/製作

## 主な脚本執筆作品
共同脚本
- アンツ（1998）
- ナッティ・プロフェッサー2 クランプ家の面々（2000）

## その他
製作総指揮
- アメリカン・サマー・ストーリー（2001） - シリーズ第2作
- アメリカン・パイ3:ウェディング大作戦（2003） - シリーズ第3作
- ライラの冒険　黄金の羅針盤（2007） - 弟クリスの監督作
- アメリカン・パイパイパイ!完結編 俺たちの同騒会（2012） - シリーズ第8作/完結編

製作
- キミに逢えたら!（2008）

出演
- チャック&バック（2000） - サム役
- 天使たちのビッチ・ナイト（2017） - ルルコ役